# Ginástica nos Jogos Olímpicos de Verão de 1908 - Individual geral
A final do individual geral masculino da ginástica artística nos Jogos Olímpicos de Verão de 1908 ficou conhecida também como heptatlo:

## Medalhistas
| Ouro   | ITA Alberto Braglia |
| Prata  | GBR Walter Tysall   |
| Bronze | FRA Louis Ségura    |

## Aparelhos disputados
- Barra fixa com movimentos de balanço
- Barra fixa com movimentos lentos
- Barras paralelas
- Argolas com movimentos
- Argolas com paradas
- Salto
- Escalada de corda

## Final
Como não houve disputa classificatória, os 97 atletas inscritos competiram diretamente na final desta prova, que envolveu sete eventos:
| Pos.              | Ginasta                | Nação             | Pontuação     |
| ----------------- | ---------------------- | ----------------- | ------------- |
| Medalha de ouro   | Alberto Braglia        | ITA Itália        | 317,000       |
| Medalha de prata  | Walter Tysall          | GBR Grã-Bretanha  | 312,000       |
| Medalha de bronze | Louis Ségura           | FRA França        | 297,000       |
| 4                 | Curt Steuernagel       | GER Alemanha      | 273,500       |
| 5                 | Friedrich Wolf         | GER Alemanha      | 267,000       |
| 6                 | Samuel Hodgetts        | GBR Grã-Bretanha  | 266,000       |
| 7                 | Marcel Lalu            | FRA França        | 258,7500      |
| 8                 | Robert Diaz            | FRA França        | 258,500       |
| 9                 | Edward Potts           | GBR Grã-Bretanha  | 252,500       |
| 10                | Jules Rolland          | FRA França        | 249,500       |
| 11                | François Nidal         | FRA França        | 249,000       |
| 12                | George Bailey          | GBR Grã-Bretanha  | 246,000       |
| 12                | Karl Borchert          | GER Alemanha      | 246,000       |
| 14                | Antoine Costa          | FRA França        | 241,750       |
| 15                | János Nyisztor         | HUN Hungria       | 236,000       |
| 16                | Franklin Dick          | GBR Grã-Bretanha  | 233,500       |
| 16                | Arthur Hodges          | GBR Grã-Bretanha  | 233,500       |
| 18                | Georges Thurnherr      | FRA França        | 232,000       |
| 19                | Jean Castigliano       | FRA França        | 227,000       |
| 20                | Guido Romano           | ITA Itália        | desc.         |
| 21 ao 24          | desc.                  | desc.             | desc.         |
| 25                | Josef Čada             | BOH Boêmia        | desc.         |
| 26 ao 33          | desc.                  | desc.             | desc.         |
| 34                | Kálmán Szabó           | HUN Hungria       | desc.         |
| 35                | desc.                  | desc.             | desc.         |
| 36                | Bohumil Honzátko       | BOH Boêmia        | desc.         |
| 37 e 38           | desc.                  | desc.             | desc.         |
| 39                | Imre Gellért           | HUN Hungria       | desc.         |
| 40 ao 44          | desc.                  | desc.             | desc.         |
| 45                | Mihály Antos           | HUN Hungria       | desc.         |
| 46 ao 48          | desc.                  | desc.             | desc.         |
| 49                | Michel Biet            | NED Países Baixos | 187,500       |
| 50 ao 58          | desc.                  | desc.             | desc.         |
| 59                | Allan Keith            | CAN Canadá        | desc.         |
| 60                | Gerardus Wesling       | NED Países Baixos | 165,000       |
| 61                | Reinier Blom           | NED Países Baixos | 160,500       |
| 62                | Isidore Goudeket       | NED Países Baixos | 159,000       |
| 63                | Johannes Stikkelman    | NED Países Baixos | 159,000       |
| 64                | Emanuel Brouwer        | NED Países Baixos | 158,000       |
| 65                | desc.                  | desc.             | desc.         |
| 66                | Johannes Posthumus     | NED Países Baixos | 155,500       |
| 67 e 68           | desc.                  | desc.             | desc.         |
| 69                | Dirk Janssen           | NED Países Baixos | 153,500       |
| 70                | desc.                  | desc.             | desc.         |
| 71                | Cornelus Becker        | NED Países Baixos | 152,500       |
| 72                | Jan Janssen            | NED Países Baixos | 150,500       |
| 73                | desc.                  | desc.             | desc.         |
| 74                | Jan Jacob Kieft        | NED Países Baixos | 149,500       |
| 75                | Riku Korhonen          | FIN Finlândia     | desc.         |
| 76 e 77           | desc.                  | desc.             | desc.         |
| 78                | Abraham Mok            | NED Países Baixos | 141,000       |
| 79                | desc.                  | desc.             | desc.         |
| 80                | Orville Elliott        | CAN Canadá        | desc.         |
| 81 e 82           | desc.                  | desc.             | desc.         |
| 83                | Hendricus Thijsen      | NED Países Baixos | 127,000       |
| 84 ao 89          | desc.                  | desc.             | desc.         |
| 90                | Johann Flemer          | NED Países Baixos | 118,500       |
| 91 e 92           | desc.                  | desc.             | desc.         |
| 93                | Constantijn van Daalen | NED Países Baixos | 116,500       |
| 94                | desc.                  | desc.             | dessc.        |
| 95                | Herman van Leeuwen     | NED Países Baixos | 101,000       |
| 96                | Jonas Slier            | NED Países Baixos | 96,000        |
| 97                | Frigyes Gráf           | HUN Hungria       | não completou |

### Colocações desconhecidas
É sabida a participação destes 51 atletas no concurso geral. Contudo, suas posições no ranking são desconhecidas:
| Ginasta               | Nação            |
| --------------------- | ---------------- |
| E. Aspinall           | GBR Grã-Bretanha |
| Oliver Bauscher       | GBR Grã-Bretanha |
| Edouard Boislevé      | FRA França       |
| Antoine de Buck       | BEL Bélgica      |
| Otello Capitani       | ITA Itália       |
| Conrad Carlsrud       | NOR Noruega      |
| Alfred Castille       | FRA França       |
| Ferdinand Castille    | FRA França       |
| Georges Charmoille    | FRA França       |
| Joseph Cook           | GBR Grã-Bretanha |
| S. Domville           | GBR Grã-Bretanha |
| Victor Dubois         | FRA França       |
| E. Dyson              | GBR Grã-Bretanha |
| August Ehrlich        | GER Alemanha     |
| W. Fergus             | GBR Grã-Bretanha |
| Paul Fischer          | GER Alemanha     |
| Dominique Follacci    | FRA França       |
| A. Ford               | GBR Grã-Bretanha |
| E. Gauthier           | FRA França       |
| J. Graham             | GBR Grã-Bretanha |
| Jean van Guysse       | BEL Bélgica      |
| R. Hanley             | GBR Grã-Bretanha |
| Leonard Hanson        | GBR Grã-Bretanha |
| Petter Hol            | NOR Noruega      |
| Eugen Ingebretsen     | NOR Noruega      |
| Ole Iversen           | NOR Noruega      |
| Per Mathias Jespersen | NOR Noruega      |
| Georg Karth           | GER Alemanha     |
| Wilhelm Kaufmann      | GER Alemanha     |
| Carl Klæth            | NOR Noruega      |
| Carl Körting          | GER Alemanha     |
| Eetu Kosonen          | FIN Finlândia    |
| Josef Krämer          | GER Alemanha     |
| F. Lekim              | FRA França       |
| Paulin Lemaire        | FRA França       |
| Justinien Lux         | FRA França       |
| G. Meade              | GBR Grã-Bretanha |
| Aleko Moullos         | TUR Turquia      |
| G. Mounier            | FRA França       |
| Frithjof Olsen        | NOR Noruega      |
| Iivari Partanen       | FIN Finlândia    |
| Georges Ratelot       | FRA França       |
| Jaska Saarivuori      | FIN Finlândia    |
| Heinrich Siebenhaar   | GER Alemanha     |
| John Skrataas         | NOR Noruega      |
| C. H. Smith           | GBR Grã-Bretanha |
| Ferenc Szüts          | HUN Hungria      |
| David Teivonen        | FIN Finlândia    |
| J. A. Walters         | GBR Grã-Bretanha |
| W. Watters            | GBR Grã-Bretanha |
| Wilhelm Weber         | GER Alemanha     |